# NGC 5697
NGC 5697 (другие обозначения — IC 4471, UGC 9407, MCG 7-30-31, ZWG 220.33, IRAS14345+4154, PGC 52207) — спиральная галактика (Sb) в созвездии Волопас.
Этот объект входит в число перечисленных в оригинальной редакции «Нового общего каталога».